# Nemici, una storia d'amore
Nemici, una storia d'amore (Enemies, A Love Story) è un film del 1989 diretto da Paul Mazursky e tratto dall'omonimo romanzo del 1966 dell'ebreo polacco Isaac Bashevis Singer.

## Trama
New York, 1949. Herman Broder è un sopravvissuto all'olocausto che durante tutta la guerra si era nascosto in un fienile, protetto grazie alla complicità dalla sua giovane cameriera Yadwiga, che in seguito sposa. L'uomo, che lavora come scrittore ombra per un rabbino, ha una relazione clandestina con una donna russa, Masha, sopravvissuta anche lei a un campo di sterminio. Un giorno la sua prima moglie Tamara, per anni creduta morta per mano dei nazisti, lo ricontatta. I due si rivedono, ma Tamara, donna disincantata e pragmatica, gli fa sapere di non voler intralciare la sua nuova vita. Irresoluto ed egoista, Herman si arrabatta come può per coltivare separatamente i tre legami affettivi, basati su sentimenti diversi (riconoscenza per Yadwiga, passione per Masha e senso di colpa nei confronti di Tamara). La sempliciotta polacca si converte all'ebraismo e rimane incinta, mentre l'inquieta russa, sempre più sopraffatta dai propri demoni interiori, si suicida. Herman, incapace di conciliare passato e presente, fugge da New York. Tamara deciderà di aiutare Yadwiga a crescere la figlia del marito, a cui viene dato lo stesso nome di Masha.  

## Riconoscimenti
- 1990 - Premio Oscar
  - Candidatura Miglior attrice non protagonista a Anjelica Huston
  - Candidatura Miglior attrice non protagonista a Lena Olin
- 1990 - Kansas City Film Critics Circle Awards
  - Miglior attrice non protagonista (Anjelica Huston)